# Rivière Iscouistic
Rivière Iscouistic är ett vattendrag i Kanada.   Det ligger i provinsen Québec, i den östra delen av landet, 700 km norr om huvudstaden Ottawa.
I omgivningarna runt Rivière Iscouistic växer i huvudsak barrskog. Trakten runt Rivière Iscouistic är nära nog obefolkad, med mindre än två invånare per kvadratkilometer.